# منطقة البحر الأسود

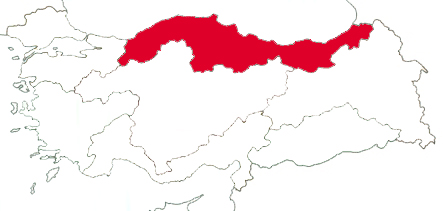
منطقة البحر الاسود في تركيا

منطقة البحر الأسود (بالتركية :Karadeniz Bölgesi) هي واحدة من المناطق الجغرافية السبعة في تركيا. وتحدها منطقة مرمرة من الغرب، ومنطقة وسط الأناضول إلى الجنوب، ومنطقة شرق الأناضول من الجنوب الشرقي، وجمهورية جورجيا من الشمال الشرقي، والبحر الأسود في الشمال.

## التقسيمات الادارية
- أماسيا
- أرتفين
- بارتين
- بايبورت
- بولو
- شوروم
- دوزجي
- غيرسون
- غوموشخان
- كارابوك
- قسطموني
- أردو
- ريزا
- سامسون
- سينوب
- توقات
- طرابزون
- زانغولداك

## السكان
يبلغ تعداد سكان منطة البحر الأسود حوالي 8,439,213 نسمة حسب إحصاء عام 2010،منهم 4,137,166 نسمة يعيشون في الحضر،4,301,747 يعيشون في الريف.وهذا يجعلها من أكثر المناطق التركية حضرية.
على الرغم من أن غلب السكان أتراك لا نه يوجد مجموعات عرقية جورجية في شرق البحر الأسود وينتمي غالبيتهم لى الديانة المسيحية الأرثوذكسية والإسلام السني.